# Ostermann (Unternehmen)

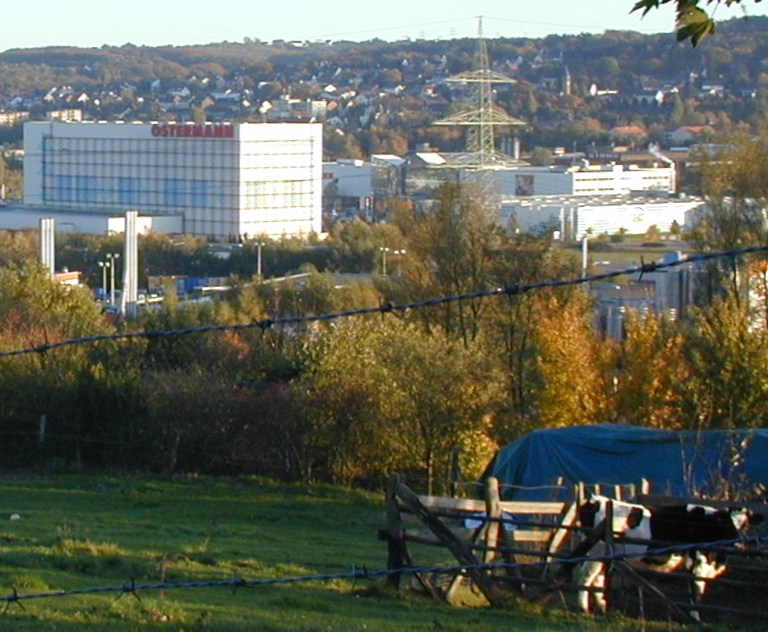
Auslieferungslager und Verkaufsgebäude in Witten

Ostermann ist ein Familienunternehmen mit Sitz in Witten, welches sich auf Einrichtungs- und Möbelhäuser konzentriert hat.

## Geschichte
Fredi Ostermann gründete am 11. März 1948 in Witten-Annen auf 48 m² einen Herd- und Ofenhandel. Kurze Zeit später bot er auch Küchenschränke und Sitzmöbel zum
Verkauf an. Als 1953 das Ladenlokal zu klein geworden war, verlegte er sein Geschäft in ein Gebäude mit 1.500 m² (Annenstraße 118). Das Gebäude wurde später abgerissen und 1966 wurde dort ein ca. 10.000 m² großer Ausstellungskomplex eröffnet. Nach dem Tode des Firmengründers im Dezember 1975 übernahmen seine beiden Söhne Manfred und Rolf Ostermann die Geschäftsführung. Zum 1. Juli 2013 legte Manfred Ostermann aus gesundheitlichen Gründen seine Position als Geschäftsführer nieder. Sein Bruder Rolf Ostermann blieb Geschäftsführer und wurde zusätzlich Sprecher der Geschäftsführung. Weitere Geschäftsführer wurden Manfred Ostermanns Nichte Dr. Sina Küper, sein Sohn Marc Ostermann und Jörg Koch. Seitdem gibt es (Stand Ende 2018) also vier Geschäftsführer.
1985 wurde in Haan ein weiterer Standort mit einer Verkaufsfläche von 23.000 m² eröffnet. Er ersetzte das dort von der Familie Sackers 1975 errichtete Einrichtungshaus Wohnwelt Lorenz Sackers (seit 1995 Smidt Wohnwelt in Leverkusen). Der dritte Standort wurde am 5. August 1999 in Bottrop auf ungefähr 35.000 m² Verkaufsfläche eröffnet.
Mitte der 1990er wurde der Traditionsstandort im Zentrum des Wittener Ortsteils Annen aufgegeben und im Gewerbegebiet Rüdinghausen ein modernes Möbelkaufhaus errichtet. Da sich keine Nachnutzer für die alten Gebäude im Annener Zentrum fanden, verblieb die Zentralverwaltung dort. Große Teile der ehemaligen Verkaufsflächen wurden nach einem Umbau als Seminarzentrum von der örtlichen VHS weitergenutzt.
Die Verkaufshalle für Gartenmöbel, eine Leichtbauhalle, wurde dem Ringer-Bundesligisten KSV Witten 07 zur Verfügung gestellt, der sie von der Annenstraße zur Mannesmannstraße verlegte. Mit Mitteln des Bundes, des Landes, der Stadt Witten und des Vereins wurde darin ein Ringer-Leistungszentrum errichtet, das unter dem Namen "Ostermann-Halle" genutzt wird.
In den 1990ern betrieb die Firma außerdem mehrere Filialen für Niedrigpreismöbel unter dem Namen „Klick“. Diese Standorte wurden nach einigen Jahren an Möbel Boss verkauft.
Nach dem Verkauf der „Klick“-Standorte betreibt das Unternehmen seit 2003 unter der Bezeichnung „Loft“ eine weitere Möbelmarke mit dem Slogan „Räume neu erleben“.
Die Mitnahmemöbelmärkte „Trends“ mit Standorten in Witten, Haan und Bottrop, die sich eher an jüngere Kunden richten, gehören ebenfalls zum Familienunternehmen. Ende 2006 wurde mit der Eröffnung des „Trends-and-Friends“-Centers in Recklinghausen eine weitere Filiale geschaffen, die damals ungefähr 30.000 m² Verkaufsfläche hatte. 2007 wurde dieser Standort mit einer Neueröffnung in das "Ostermann Mega-Center" umbenannt.
Der Branchendienst Möbel-Tipps bezifferte den Umsatz im Jahr 2005 auf 280 Mio. Euro.
Nach übereinstimmenden Informationen von wer-zu-wem.de und dem Branchendienst Möbel-Tipps machte Ostermann im Jahr 2008 305 Mio. Euro Umsatz.
2011 eröffnete Ostermann in Witten für 10 Millionen Euro ein neues Küchenhaus mit 10.000 m² Verkaufsfläche, das als flächenmäßig größtes Küchenhaus Deutschlands gilt. Der Umsatz des Unternehmens beträgt allein im Küchenbereich 40 Mio. Euro, was deutschlandweit der 15. Platz aller Küchenhandelsunternehmen ist. Die Verkaufsfläche in Witten beträgt insgesamt ca. 48.350 m².
Das Unternehmen erzielt eine Flächenleistung von 2.200 Euro pro m².
In Haan ist (Stand Ende 2016) die Einrichtung eines neuen Gebäudes für Küchen geplant, das eine Ausstellungsfläche von 5.000 m² haben soll.
2013 wurde die Eröffnung einer weiteren Filiale mit drei Möbelhäusern in Duisburg-Meiderich angekündigt, deren Bautermin ursprünglich 2014 und 2015 sein sollte. Dieser Termin wurde mehrfach verschoben.
Im Juli 2018 gab Ostermann bekannt, die Filiale werde ein Drittel kleiner als ursprünglich geplant, ohne Gartencenter und ohne separaten Küchenfachmarkt.

## Unternehmensstruktur
Die Ostermann Handels GmbH, Witten ist die persönlich haftende Gesellschafterin der Trends-Ostermann GmbH & Co. KG, der Einrichtungshaus Ostermann GmbH & Co. KG, Witten und der Ostermann Beteiligungs GmbH & Co. KG, Witten sowie der Ostermann Logistik GmbH & Co. KG, Witten. Die Einrichtungshaus Ostermann Gastronomie GmbH ist eine 100 % Tochter der Einrichtungshaus Ostermann GmbH & Co. KG, Witten. Der Ostermann Beteiligungs GmbH & Co. KG, Witten gehört die Ostermann Logistik GmbH & Co. KG, Witten zu 100 %. Das Unternehmen Einrichtungshaus Ostermann GmbH & Co. KG ist nach der Beschäftigtenzahl das siebtgrößte im Bezirk der Industrie- und Handelskammer Mittleres Ruhrgebiet.

## Standorte
Die Möbelhäuser an den Standorten firmieren als Einrichtungshaus Ostermann GmbH & Co. KG und Trends-Ostermann GmbH & Co.KG:
- Witten: Hauptsitz seit 1949
- Haan: seit 1985
- Bottrop: seit 1999
- Recklinghausen: seit 2006 ein Trends-SB-Markt, seit 09/2007 Ostermann Mega-Center mit 4 Märkten
- Leverkusen: Seit 2016. Ehemals Smidt Wohncenter.